# John Litel
John Litel (30 de diciembre de 1892 – 3 de febrero de 1972) fue un actor de cine estadounidense.

## Biografía
Durante la Primera Guerra Mundial, Litel se unió al ejército francés y fue condecorado dos veces por su valentía.
Al volver a los Estados Unidos después de la guerra, Litel se inscribió en la American Academy of Dramatic Arts y comenzó su carrera actoral en los escenarios. Desde 1929 comenzó a aparecer en diversas películas. Fue parte de la "Warner Bros. Stock Company" a partir de la década de 1930, cuando empezó a interpretar varios papeles en docenas de películas para Warner Bros. Más tarde interpretó papeles secundarios, como policías tercos, fiscales, etc. Entre las 200 películas en las cuales ha participado, se destacan They Drive by Night (1940), Knute Rockne, All American (1940), They Died with Their Boots On (1941), Scaramouche (1952), y Nevada Smith (1966) en la que hizo su último papel.

## Filmografía parcial
- Always Faithful (1929, cortometraje)
- Give Me Liberty (1936)
- La legión negra (Black Legion, 1937)
- La mujer marcada (Marked Woman, 1937)
- Slim (1937)
- La vida de Emile Zola (The Life of Emile Zola, 1937)
- Back in Circulation (1937)
- Alcatraz Island (1937)
- The Man Without a Country (1937)
- A Slight Case of Murder (1938)
- El oro está en California / En busca del oro (Gold is Where You Find It, 1938)
- Jezabel (Jezebel, 1938)
- My Bill (1938)
- El sorprendente Dr. Clitterhouse (The Amazing Dr. Clitterhouse, 1938)
- Declaration of Independence (1938, corto)
- Nancy Drew... Reporter (1939)
- Nancy Drew and the Hidden Staircase (1939)
- Defiendo mi vida (Dust Be My Destiny, 1939)
- On Dress Parade (1939)
- Dodge City (1939)
- El regreso del Doctor X (The Return of Doctor X, 1939)
- Secret Service of the Air (1939)
- The Fighting 69th (1940)
- Castle on the Hudson (1940)
- Virginia City (1940)
- It All Came True (1940)
- They Drive by Night (1940)
- Knute Rockne, All American (1940)
- Camino de Santa Fe (Santa Fe Trail, 1940)
- Father's Son (1941)
- Kid Glove Killer (1942)
- So Proudly We Hail! (1943)
- Submarine Base (1943)
- Crime Doctor (1943)
- Brewster's Millions (1945)
- The Enchanted Forest (1945)
- Northwest Trail (1945)
- San Antonio (1945)
- Crime Doctor's Warning (1945)
- Swell Guy (1946)
- Night in Paradise (1946)
- Amor sublime (1946)
- Smart Woman (1948)
- The Beginning or the End (1947)
- The Guilty (1947)
- Cita en Nochebuena (Christmas Eve, 1947)
- Cass Timberlane (1947)
- Pitfall (1948)
- Woman in Hiding (1950)
- Kiss Tomorrow Goodbye (1950)
- The Fuller Brush Girl (1950)
- Two-Dollar Bettor (1951)
- Flight to Mars (1951)
- Scaramouche (1952)
- La bella de Montana (Montana Belle, 1952)
- The Kentuckian (1955)
- Texas Lady (1955)
- Comanche (1956)
- Decision at Sundown (1957)
- Houseboat (1958)
- El Zorro (1958)
- Milagro por un día / Un gángster para un milagro (Pocketful of Miracles, 1961)
- Voyage to the Bottom of the Sea (1961)
- Los cuatro hijos de Katie Elder (The Sons of Katie Elder, 1965)
- Nevada Smith (1966)